# 카바티나
카바티나(cavatina, 이탈리아어 cavata의 축소형)는 음악 용어로 원래 2절 또는 곡의 반복이 없는 단순한 성격의 짧은 노래이다. 현재 원조 아리아, 서창(敍唱) 등과 구별되어 짧고 곡조가 아름다운 노래에 적용되고, 종종 성담곡(聖譚曲) 또는 오페라에서 대규모 악장(樂章)이나 독창의 한 부분을 담당한다.
유명한 카바티나 중 하나로 베토벤 현악 4중주 13번 5번째 악장이 꼽힌다. 근래 들어 유명해진 또 다른 카바티나로 마이클 치메노의 1978년 영화 《디어 헌터》의 테마 음악으로 사용된 스탠리 마이어스 작곡의 〈카바티나〉를 꼽는다. 조아키노 로시니의 오페라 《세비야의 이발사》 중 〈일꾼을 위해 길을 비켜라〉(Largo al factotum)와 모차르트의 《피가로의 결혼》 중 Se vuol ballare도 카바티나이다.